# Plectocryptus periculosus
Plectocryptus periculosus är en stekelart som först beskrevs av Otto Schmiedeknecht 1905.  Plectocryptus periculosus ingår i släktet Plectocryptus och familjen brokparasitsteklar. Inga underarter finns listade i Catalogue of Life.